# Blomsterbuket
 For alternative betydninger, se Buket.
En blomsterbuket er blomster i et bundt. Mens enhver kan skære sig en håndfuld blomster og sætte dem i vand, kræver det håndværkmæssig kunnen og øvelse at få en buket ud af dem. En kunstnerisk eller synsmæssigt tiltalende buketter kræver mere: viden om farvekombinationer, stilbevidsthed og plantekendskab. Det kan læres ved uddannelse til blomsterbinder (se Blomsterbinding).
H. C. Andersen og Karen Blixen er berømte for deres buketter; de var dog begge autodidakte.
Forskellige typer blomsterbuketter:
- Knaphulsbuket
- Borddekoration
- Værtindebuket
- Lykønskningsbuket
- Brudebuket
- Begravelsesbuket

Buketter af tørrede blomster og planter markedsføres som evighedsbuketter.